# Jack Yerman
John Lloyd „Jack” Yerman (ur. 5 lutego 1939 w Oroville w stanie Kalifornia) – amerykański lekkoatleta sprinter, mistrz olimpijski z Rzymu z 1960.
Specjalizował się w biegu na 400 metrów. Zwyciężył w tej konkurencji podczas amerykańskich kwalifikacji przedolimpijskich w 1960. Na igrzyskach olimpijskich w 1960 w Rzymie odpadł jednak w półfinale biegu na 400 metrów, natomiast w sztafecie 4 × 400 metrów zdobył wraz z kolegami (Earlem Youngiem, Glennem Davisem i Otisem Davisem) złoty medal, ustanawiając jednocześnie rekord świata wynikiem 3:02,2.
Yerman nigdy nie zdobył mistrzostwa USA, ale w 1958 zajął 3. miejsce w biegu na 440 jardów, a w 1959 również 3. miejsce na 400 metrów. Jest mormonem.

## Rekordy życiowe
- bieg na 220 jardów – 21,0 (1959)
- bieg na 400 metrów – 46,0 (1960)
- bieg na 880 jardów – 1:47,9 (1962)